# Amidon (Dakota del Norte)
Amidon es una ciudad ubicada en el condado de Slope en el estado estadounidense de Dakota del Norte. En el censo de 2010 tenía una población de 20 habitantes y una densidad poblacional de 12,08 personas por km².

## Geografía
Amidon se encuentra ubicada en las coordenadas 46°28′56″N 103°19′11″O / 46.48222, -103.31972. Según la Oficina del Censo de los Estados Unidos, Amidon tiene una superficie total de 1.66 km², de la cual 1.65 km² corresponden a tierra firme y (0%) 0 km² es agua.

## Demografía
Según el censo de 2010, había 20 personas residiendo en Amidon. La densidad de población era de 12,08 hab./km². De los 20 habitantes, Amidon estaba compuesto por el 100% blancos, el 0% eran afroamericanos, el 0% eran amerindios, el 0% eran asiáticos, el 0% eran isleños del Pacífico, el 0% eran de otras razas y el 0% pertenecían a dos o más razas. Del total de la población el 0% eran hispanos o latinos de cualquier raza.